# Lijst van Wii U-spellen
De lijst van Wii U-spellen bevat computerspellen die in fysieke vorm uitgegeven zijn voor de Wii U in het PAL-gebied. In totaal zijn er 164 spellen uitgebracht, exclusief gelimiteerde en/of alternatieve versies. De lijst is gerangschikt op alfabet.
| Titel                                                     | Jaar | Uitgever                                               | Genre                                |
| --------------------------------------------------------- | ---- | ------------------------------------------------------ | ------------------------------------ |
| 007 Legends                                               | 2012 | Activision                                             | Actiespel                            |
| Adventure Time: Explore the Dungeon Because I Don't Know! | 2013 | D3 Publisher Namco Bandai Games                        | Avonturenspel Actiespel              |
| Adventure Time: Finn and Jake Investigations              | 2015 | Little Orbit                                           | Actiespel Avonturenspel              |
| Amazing Spider-Man: Ultimate Edition, The                 | 2013 | Activision                                             | Actiespel                            |
| Amazing Spider-Man 2, The                                 | 2014 | Activision                                             | Actiespel                            |
| Angry Birds: Star Wars                                    | 2013 | Activision                                             | Strategiespel                        |
| Angry Birds Trilogy                                       | 2013 | Activision                                             | Strategiespel                        |
| Animal Crossing: amiibo Festival                          | 2015 | Nintendo EPD                                           | Partyspel                            |
| Art Academy Atelier                                       | 2015 | Nintendo                                               | Tekenspel                            |
| Assassin's Creed III                                      | 2012 | Ubisoft                                                | Actiespel Avonturenspel              |
| Assassin's Creed IV: Black Flag                           | 2013 | Ubisoft                                                | Actiespel Avonturenspel              |
| Barbie and her Sisters: Puppy Rescue                      | 2015 | Little Orbit                                           | Actiespel Avonturenspel              |
| Barbie Dreamhouse Party                                   | 2013 | Little Orbit                                           | Partyspel                            |
| Batman: Arkham City - Armoured Edition                    | 2012 | Warner Bros. Interactive Entertainment                 | Actiespel                            |
| Batman: Arkham Origins                                    | 2013 | Warner Bros. Interactive Entertainment                 | Actiespel                            |
| Bayonetta                                                 | 2014 | Nintendo                                               | Actiespel                            |
| Bayonetta 2                                               | 2014 | Nintendo                                               | Actiespel                            |
| Ben 10 Omniverse                                          | 2012 | D3 Publisher                                           | Vechtspel                            |
| Ben 10 Omniverse 2                                        | 2013 | D3 Publisher                                           | Vechtspel                            |
| Book of the Unwritten Tales 2, The                        | 2016 | King Art Games                                         | Avonturenspel Puzzelspel             |
| Cabela's Dangerous Hunts 2013                             | 2012 | Activision                                             | First-person shooter                 |
| Call of Duty: Black Ops II                                | 2012 | Activision                                             | Actiespel                            |
| Call of Duty: Ghosts                                      | 2013 | Activision                                             | Actiespel                            |
| Captain Toad: Treasure Tracker                            | 2014 | Nintendo                                               | 3D Platformspel                      |
| Cars 3: Vol Gas voor de Winst                             | 2013 | Warner Bros. Interactive Entertainment                 | Racespel                             |
| Cocoto: Magic Circus 2                                    | 2013 | Neko Entertainment                                     | First-person shooter                 |
| Croods: Prehistoric Party!, The                           | 2013 | Torus Games                                            | Partyspel                            |
| Darksiders - Warmastered Edition                          | 2017 | Nordic Games                                           | Actierollenspel                      |
| Darksiders II                                             | 2012 | THQ                                                    | Actiespel                            |
| Deus Ex: Human Revolution - Director's Cut                | 2013 | Square Enix                                            | Actiespel RPG                        |
| Devil's Third                                             | 2015 | Nintendo                                               | First-person shooter Hack and slash  |
| Disney Planes                                             | 2014 | Disney Interactive Studios                             | Avonturenspel                        |
| Disney Infinity                                           | 2013 | Disney Interactive Studios                             | Actiespel                            |
| Disney Infinity 2.0: Marvel Super Heroes                  | 2014 | Disney Interactive Studios                             | Actiespel                            |
| Disney Infinity 3.0                                       | 2015 | Avalanche Software                                     | Actiespel Avonturenspel              |
| Donkey Kong Country: Tropical Freeze                      | 2014 | Nintendo                                               | Platformspel                         |
| Double Dragon                                             | 2013 | Arc System Works                                       | Actiespel                            |
| Epic Mickey 2: The Power of Two                           | 2012 | Disney Interactive Studios                             | Platformspel                         |
| ESPN Sports Connection                                    | 2012 | Ubisoft                                                | Sportspel                            |
| Family Party: 30 Great Games Obstacle Arcade              | 2012 | D3 Publisher                                           | Partyspel                            |
| Fast & Furious: Showdown                                  | 2013 | Activision                                             | Actiespel Autoracespel               |
| Fast Racing Neo                                           | 2015 | Shin'en Multimedia                                     | Racespel                             |
| FIFA 13                                                   | 2013 | Electronic Arts                                        | Sportspel                            |
| Finding Teddy II: Definitive Edition                      | 2020 | PixelHeart                                             | Actiespel Avonturenspel              |
| Fit Music                                                 | 2014 | O2 Games                                               | Simulatiespel                        |
| Funky Barn                                                | 2012 | 505 Games                                              | Simulatiespel                        |
| Game & Wario                                              | 2013 | Nintendo                                               | Actiespel                            |
| Game Party Champions                                      | 2012 | Warner Bros. Interactive Entertainment                 | Partyspel                            |
| Guitar Hero Live                                          | 2015 | Activision                                             | Muziekspel                           |
| Hello Kitty Kruisers                                      | 2014 | Bergsala Lightweight                                   | Racespel                             |
| Hot Wheels: World's Best Driver                           | 2013 | Warner Bros. Interactive Entertainment Mattel Games    | Racespel                             |
| How to Train Your Dragon 2                                | 2014 | Little Orbit                                           | Actiespel Avonturenspel              |
| Hunter's Trophy 2: Europa                                 | 2013 | Neko Entertainment                                     | First-person shooter                 |
| Hyrule Warriors                                           | 2014 | Nintendo                                               | Actiespel                            |
| Injustice: Gods Among Us                                  | 2013 | Warner Bros. Interactive Entertainment                 | Actiespel                            |
| Jett Tailfin                                              | 2014 | HR Games                                               | Racespel                             |
| Just Dance 4                                              | 2012 | Ubisoft                                                | Muziekspel                           |
| Just Dance 2014                                           | 2013 | Ubisoft                                                | Muziekspel                           |
| Just Dance 2015                                           | 2014 | Ubisoft                                                | Muziekspel                           |
| Just Dance 2016                                           | 2015 | Ubisoft                                                | Muziekspel                           |
| Just Dance 2017                                           | 2016 | Ubisoft                                                | Muziekspel                           |
| Just Dance 2018                                           | 2017 | Ubisoft                                                | Muziekspel                           |
| Just Dance 2019                                           | 2018 | Ubisoft                                                | Muziekspel                           |
| Just Dance Disney Party 2                                 | 2015 | Ubisoft                                                | Muziekspel                           |
| Just Dance Kids 2014                                      | 2013 | Ubisoft                                                | Muziekspel                           |
| Kirby and the Rainbow Paintbrush                          | 2015 | HAL Laboratory                                         | Platformspel                         |
| Kung Fu Panda: Showdown of Legendary Legends              | 2015 | Little Orbit                                           | Vechtspel                            |
| Legend of Zelda: Breath of the Wild, The                  | 2017 | Nintendo                                               | RPG                                  |
| Legend of Zelda: The Wind Waker HD, The                   | 2013 | Nintendo                                               | RPG                                  |
| Legend of Zelda: Twilight Princess HD, The                | 2016 | Nintendo                                               | RPG                                  |
| LEGO Batman 2: DC Super Heroes                            | 2013 | Warner Bros. Interactive Entertainment                 | Actiespel Avonturenspel              |
| LEGO Batman 3: Beyond Gotham                              | 2014 | Warner Bros. Interactive Entertainment                 | Actiespel Avonturenspel              |
| LEGO City Undercover                                      | 2013 | Warner Bros. Interactive Entertainment                 | Actiespel Avonturenspel              |
| LEGO Dimensions                                           | 2015 | Warner Bros. Interactive Entertainment                 | Actiespel Avonturenspel              |
| LEGO Jurassic World                                       | 2015 | Warner Bros. Interactive Entertainment                 | Actiespel Avonturenspel              |
| LEGO Marvel Avengers: Battle for Earth                    | 2016 | Warner Bros. Interactive Entertainment                 | Actiespel Avonturenspel              |
| LEGO Marvel Super Heroes                                  | 2016 | Warner Bros. Interactive Entertainment                 | Actiespel Avonturenspel              |
| LEGO Movie Videogame, The                                 | 2014 | Warner Bros. Interactive Entertainment                 | Actiespel Avonturenspel              |
| LEGO Star Wars: The Force Awakens                         | 2016 | Warner Bros. Interactive Entertainment                 | Actiespel Avonturenspel              |
| LEGO The Hobbit                                           | 2014 | Warner Bros. Interactive Entertainment MGM Interactive | Actiespel Avonturenspel RPG          |
| LEGO Marvel Super Heroes                                  | 2013 | Warner Bros. Interactive Entertainment                 | Actiespel Avonturenspel              |
| Luv Me Buddies Wonderland                                 | 2014 | O2 Games                                               | Partyspel                            |
| Mario Kart 8                                              | 2014 | Nintendo                                               | Racespel                             |
| Mario Party 10                                            | 2015 | Nintendo                                               | Gezelschapsspel                      |
| Mario Tennis: Ultra Smash                                 | 2015 | Nintendo                                               | Sportspel                            |
| Mario & Sonic op de Olympische Winterspelen: Sotsji 2014  | 2013 | Nintendo                                               | Sportspel                            |
| Mario & Sonic op de Olympische Spelen: Rio 2016           | 2016 | Nintendo                                               | Sportspel                            |
| Marvel Avengers: Battle for Earth                         | 2012 | Ubisoft                                                | Vechtspel                            |
| Mass Effect 3: Special Edition                            | 2012 | Electronic Arts                                        | Actiespel Autoracespel               |
| Mighty No. 9                                              | 2016 | Comcept                                                | Actiespel                            |
| Minecraft: Wii U Edition                                  | 2015 | Mojang                                                 | Sandboxspel                          |
| Minecraft Story Mode: The Complete Adventure              | 2016 | Mojang                                                 | Sandboxspel                          |
| Monster High: 13 Wishes                                   | 2013 | Little Orbit Namco Bandai Games EU                     | Actiespel Avonturenspel              |
| Monster High: New Ghoul in School                         | 2015 | Little Orbit Namco Bandai Games EU                     | Actiespel Avonturenspel              |
| Monster Hunter 3 Ultimate                                 | 2013 | Capcom                                                 | Actiespel RPG                        |
| NBA 2K13                                                  | 2012 | 2K Sports                                              | Sportspel                            |
| Need for Speed: Most Wanted U                             | 2013 | Electronic Arts                                        | Racespel                             |
| New Super Luigi U                                         | 2013 | Nintendo                                               | Actiespel                            |
| New Super Mario Bros. U                                   | 2012 | Nintendo                                               | Actiespel                            |
| New Super Mario Bros. U + New Super Luigi U               | 2013 | Nintendo                                               | Actiespel                            |
| Ninja Gaiden 3: Razor's Edge                              | 2012 | Nintendo                                               | Actiespel                            |
| Nintendo Land                                             | 2012 | Nintendo                                               | Actiespel                            |
| One Piece: Unlimited World Red                            | 2014 | Bandai Namco Games                                     | Actiespel Avonturenspel              |
| Pac-Man and the Ghostly Adventures                        | 2014 | Bandai Namco Games                                     | Platformspel                         |
| Pac-Man and the Ghostly Adventures 2                      | 2014 | Bandai Namco Games                                     | Platformspel                         |
| Paper Mario: Color Splash                                 | 2016 | Nintendo                                               | Computerrollenspel                   |
| Penguins of Madagascar                                    | 2014 | Little Orbit                                           | Actiespel                            |
| Phineas and Ferb: Quest for Cool Stuff                    | 2014 | Majesco Entertainment 505 Games EU                     | Platformspel                         |
| Pikmin 3                                                  | 2013 | Nintendo                                               | Actiespel Strategiespel              |
| Planes: Fire & Rescue                                     | 2014 | Disney Interactive                                     | Actiespel                            |
| Pokémon Rumble U                                          | 2013 | Nintendo                                               | Actiespel RPG Vechtspel              |
| Pokkén Tournament                                         | 2016 | The Pokémon Company                                    | Vechtspel                            |
| Project Zero: Maiden of Black Water                       | 2015 | Nintendo                                               | Horrorspel                           |
| Rabbids Pretpark                                          | 2012 | Ubisoft                                                | Partyspel                            |
| Rayman Legends                                            | 2013 | Ubisoft Nintendo JP                                    | Platformspel                         |
| Resident Evil: Revelations                                | 2013 | Capcom                                                 | Horrorspel                           |
| Rise of the Guardians: The Video Game                     | 2012 | D3 Publisher                                           | Actiespel Avonturenspel              |
| Rodea the Sky Soldier                                     | 2015 | Kadokawa Games                                         | Action-adventure                     |
| Scribblenauts Unlimited                                   | 2012 | Warner Bros. Interactive Entertainment                 | Actiespel                            |
| Scribblenauts Unmasked: A DC Comics Adventure             | 2013 | Warner Bros. Interactive Entertainment                 | Puzzelspel Actiespel                 |
| SHMUP Collection                                          | 2020 | PixelHeart                                             | Shoot-em-up                          |
| Shovel Knight                                             | 2014 | Yacht Club Games                                       | Actiespel Platformspel               |
| Sing Party                                                | 2012 | Nintendo                                               | Muziekspel                           |
| Skylanders: Giants                                        | 2012 | Activision                                             | Actiespel Platformspel               |
| Skylanders: Imaginators                                   | 2016 | Activision                                             | Actiespel Platformspel               |
| Skylanders: SuperChargers                                 | 2015 | Activision                                             | Actiespel Platformspel               |
| Skylanders: Swap Force                                    | 2013 | Activision                                             | Actiespel Platformspel               |
| Skylanders: Trap Team                                     | 2014 | Activision                                             | Actiespel Platformspel               |
| Smurfen 2, De                                             | 2013 | Ubisoft                                                | Avonturenspel Platformspel           |
| Sniper Elite V2                                           | 2013 | 505 Games                                              | Third-person shooter                 |
| Sonic & All-Stars Racing Transformed                      | 2012 | Sega                                                   | Autoracespel                         |
| Sonic Boom: Rise of Lyric                                 | 2014 | Sega                                                   | Actiespel Avonturenspel              |
| Sonic Lost World                                          | 2013 | Sega Nintendo EU                                       | Actiespel Avonturenspel Platformspel |
| Splatoon                                                  | 2015 | Nintendo                                               | Third-person shooter                 |
| Sports Connection                                         | 2012 | Ubisoft                                                | Sportspel                            |
| Star Fox Guard                                            | 2016 | PlatinumGames                                          | Torenverdediging                     |
| Star Fox Zero                                             | 2016 | PlatinumGames                                          | Simulatiespel                        |
| SteamWorld Collection                                     | 2014 | Image & Form                                           | Platformspel Actiespel               |
| Super Mario 3D World                                      | 2013 | Brownie Brown Nintendo                                 | Actiespel                            |
| Super Mario Maker                                         | 2015 | Nintendo                                               | Platformspel                         |
| Super Smash Bros. for Wii U                               | 2014 | Nintendo                                               | Vechtspel                            |
| Tank! Tank! Tank!                                         | 2012 | Namco Bandai Games                                     | Actiespel                            |
| Tekken Tag Tournament 2                                   | 2012 | Namco Bandai                                           | Vechtspel                            |
| Terraria                                                  | 2016 | 505 Games                                              | Avonturenspel Sandboxspel            |
| Teslagrad                                                 | 2014 | Rain Games                                             | Puzzelspel Platformspel              |
| Tokyo Mirage Sessions ♯FE                                 | 2015 | Atlus                                                  | Computerrollenspel                   |
| Tom Clancy's Splinter Cell: Blacklist                     | 2013 | Ubisoft                                                | Actiespel Avonturenspel              |
| Transformers: Prime – The Game                            | 2012 | Activision                                             | Actiespel                            |
| Transformers: Rise of the Dark Spark                      | 2014 | Activision                                             | Actiespel                            |
| Turbo: Super Stunt Squad                                  | 2013 | D3 Publisher                                           | Actiespel                            |
| Walking Dead: Survival Instinct, The                      | 2013 | Activision                                             | Actiespel                            |
| Warriors Orochi 3 Hyper                                   | 2012 | Tecmo Koei                                             | Actiespel                            |
| Watch Dogs                                                | 2014 | Ubisoft                                                | Actiespel Avonturenspel              |
| Wii Fit U                                                 | 2013 | Nintendo                                               | Fitness                              |
| Wii Karaoke U                                             | 2012 | Nintendo                                               | Karaoke                              |
| Wii Party U                                               | 2013 | Nintendo                                               | Partyspel                            |
| Wii Sports Club                                           | 2013 | Nintendo                                               | Sportspel                            |
| Wonderful 101, The                                        | 2013 | Nintendo                                               | Actiespel                            |
| Xenoblade Chronicles X                                    | 2015 | Monolith Soft                                          | Actierollenspel                      |
| Yoshi's Woolly World                                      | 2015 | Nintendo                                               | Platformspel                         |
| Your Shape: Fitness Evolved 2013                          | 2012 | Ubisoft                                                | Simulatiespel                        |
| ZombiU                                                    | 2012 | Ubisoft ak tronic Software & Services                  | Actiespel                            |
| Zumba Fitness: World Party                                | 2013 | Majesco Entertainment Hamster JP                       | Simulatiespel                        |